# Cosimo Chiricò
Cosimo Chiricò (Mesagne, 5 ottobre 1991) è un calciatore italiano, ala o attaccante del Casarano.

## Caratteristiche tecniche
Ala destra di piede mancino, molto dotata tecnicamente, possiede un ottimo tiro dalla lunga distanza e inoltre può essere impiegato anche come trequartista.

## Carriera
Cresciuto nel settore giovanile del Lecce, trascorre le prime stagioni da professionista con esperienze in prestito a Vigor Lamezia, Casarano e Virtus Lanciano, prima di rientrare a Lecce nel 2012. Nel 2013 viene ceduto a titolo definitivo al Parma, che nelle due stagioni successive lo cede a titolo temporaneo a Latina e Ascoli.
Rimasto svincolato dopo il fallimento del club ducale, il 7 ottobre 2015 viene tesserato dal Prato; il 5 gennaio 2016 si trasferisce al Foggia, con cui in due anni vince una Coppa Italia Lega Pro, una Supercoppa e conquista la promozione in Serie B. Il 31 gennaio 2018 si svincola dai Satanelli e cinque giorni dopo firma con il Cesena fino al termine della stagione.
Il 9 luglio 2018 si lega con un triennale al Lecce, ma dopo aver disputato una sola partita viene messo fuori rosa, a causa di rapporti tesi tra giocatore e tifoseria, per episodi risalenti al 2013 e all'esperienza di Chiricò con il Foggia. Il 4 gennaio 2019 viene quindi acquistato dal Monza, con cui ottiene la seconda promozione in carriera in Serie B.
Il 23 settembre 2020 passa all'Ascoli, con cui firma un biennale, facendo così ritorno dopo sei anni al club marchigiano. Il 1º febbraio 2021 viene ceduto in prestito con obbligo di riscatto al Padova. Il 7 luglio seguente, nonostante la mancata promozione in Serie B, viene acquistato a titolo definitivo dal club veneto.
Il 29 giugno 2022 passa al Crotone, firmando un contratto fino al 2025.
Il 14 luglio 2023 viene acquistato dal Catania.. Il 23 gennaio 2025, dopo un inizio di stagione condito da una sola presenza, rescinde il proprio contratto con gli etnei.
Rimasto senza contratto, il 13 febbraio 2025 firma per la Cavese, sempre in Serie C.
Il 2 luglio 2025 viene acquistato dal Casarano, neopromosso in Serie C.

## Statistiche

### Presenze e reti nei club
Statistiche aggiornate al 2 luglio 2025.
| Stagione        | Squadra         | Campionato      | Campionato | Campionato | Coppe nazionali | Coppe nazionali | Coppe nazionali | Coppe continentali | Coppe continentali | Coppe continentali | Altre coppe | Altre coppe | Altre coppe | Totale | Totale |
| Stagione        | Squadra         | Comp            | Pres       | Reti       | Comp            | Pres            | Reti            | Comp               | Pres               | Reti               | Comp        | Pres        | Reti        | Pres   | Reti   |
| --------------- | --------------- | --------------- | ---------- | ---------- | --------------- | --------------- | --------------- | ------------------ | ------------------ | ------------------ | ----------- | ----------- | ----------- | ------ | ------ |
| 2009-2010       | Vigor Lamezia   | D               | 30         | 4          | CI-D            | 0               | 0               | -                  | -                  | -                  | -           | -           | -           | 30     | 4      |
| 2010-2011       | Casarano        | D               | 27         | 7          | CI+CI-D         | 1+0             | 0               | -                  | -                  | -                  | -           | -           | -           | 28     | 7      |
| 2011-2012       | Virtus Lanciano | LP              | 33+1       | 3          | CI-LP           | 2               | 3               | -                  | -                  | -                  | -           | -           | -           | 36     | 6      |
| 2012-2013       | Lecce           | LP              | 24+4       | 5          | CI+CI-LP        | 1+2             | 0+1             | -                  | -                  | -                  | -           | -           | -           | 31     | 6      |
| 2013-2014       | Latina          | B               | 6          | 0          | CI              | 0               | 0               | -                  | -                  | -                  | -           | -           | -           | 6      | 0      |
| 2014-2015       | Ascoli          | LP              | 25         | 3          | CI-LP           | 2               | 1               | -                  | -                  | -                  | -           | -           | -           | 27     | 4      |
| 2015-gen. 2016  | Prato           | LP              | 10         | 2          | CI-LP           | 0               | 0               | -                  | -                  | -                  | -           | -           | -           | 10     | 2      |
| gen.-giu. 2016  | Foggia          | LP              | 16+5       | 3+1        | CI+CI-LP        | 0+4             | 0+2             | -                  | -                  | -                  | -           | -           | -           | 25     | 6      |
| 2016-2017       | Foggia          | LP              | 35         | 3          | CI+CI-LP        | 2+3             | 1+3             | -                  | -                  | -                  | SLP         | 1           | 0           | 41     | 7      |
| 2017-gen. 2018  | Foggia          | B               | 21         | 4          | CI              | 2               | 0               | -                  | -                  | -                  | -           | -           | -           | 23     | 4      |
| Totale Foggia   | Totale Foggia   | Totale Foggia   | 72+5       | 10+1       |                 | 11              | 6               |                    | -                  | -                  |             | 1           | 0           | 89     | 17     |
| gen.-giu. 2018  | Cesena          | B               | 7          | 0          | CI              | -               | -               | -                  | -                  | -                  | -           | -           | -           | 7      | 0      |
| 2018-gen. 2019  | Lecce           | B               | 1          | 0          | CI              | 0               | 0               | -                  | -                  | -                  | -           | -           | -           | 1      | 0      |
| Totale Lecce    | Totale Lecce    | Totale Lecce    | 25+4       | 5          |                 | 3               | 1               |                    | -                  | -                  |             | -           | -           | 32     | 6      |
| gen.-giu. 2019  | Monza           | C               | 16+3       | 3          | CI+CI-C         | 0+2             | 0               | -                  | -                  | -                  | -           | -           | -           | 21     | 3      |
| 2019-2020       | Monza           | C               | 21         | 6          | CI+CI-C         | 3+1             | 0+1             | -                  | -                  | -                  | -           | -           | -           | 25     | 7      |
| Totale Monza    | Totale Monza    | Totale Monza    | 37+3       | 9          |                 | 6               | 1               |                    | -                  | -                  |             | -           | -           | 46     | 10     |
| 2020-gen. 2021  | Ascoli          | B               | 18         | 0          | CI              | 1               | 0               | -                  | -                  | -                  | -           | -           | -           | 19     | 0      |
| Totale Ascoli   | Totale Ascoli   | Totale Ascoli   | 43         | 3          |                 | 3               | 1               |                    | -                  | -                  |             | -           | -           | 46     | 4      |
| gen.-giu. 2021  | Padova          | C               | 18+5       | 7+3        | CI              | -               | -               | -                  | -                  | -                  | -           | -           | -           | 23     | 10     |
| 2021-2022       | Padova          | C               | 37+6       | 11+2       | CI+CI-C         | 1+5             | 0+1             | -                  | -                  | -                  | -           | -           | -           | 49     | 14     |
| Totale Padova   | Totale Padova   | Totale Padova   | 55+11      | 18+5       |                 | 6               | 1               |                    | -                  | -                  |             | -           | -           | 72     | 24     |
| 2022-2023       | Crotone         | C               | 37+2       | 14         | CI-C            | 0               | 0               | -                  | -                  | -                  | -           | -           | -           | 39     | 14     |
| 2023-2024       | Catania         | C               | 35+1       | 6          | CI-C            | 6               | 0               | -                  | -                  | -                  | -           | -           | -           | 42     | 6      |
| 2024-gen. 2025  | Catania         | C               | 0          | 0          | CI+CI-C         | 1+0             | 0               | -                  | -                  | -                  | -           | -           | -           | 1      | 0      |
| Totale Catania  | Totale Catania  | Totale Catania  | 35+1       | 6          |                 | 7               | 0               |                    | -                  | -                  |             | -           | -           | 43     | 6      |
| feb.-giu. 2025  | Cavese          | C               | 9          | 1          | CI-C            | -               | -               | -                  | -                  | -                  | -           | -           | -           | 9      | 1      |
| 2025-2026       | Casarano        | C               | 0          | 0          | CI-C            | -               | -               | -                  | -                  | -                  | -           | -           | -           | 0      | 0      |
| Totale carriera | Totale carriera | Totale carriera | 426+27     | 82+6       |                 | 39              | 13              |                    | -                  | -                  |             | 1           | 0           | 493    | 101    |

## Palmarès
- Serie C/Lega Pro: 2

Foggia: 2016-2017 (girone C)
Monza: 2019-2020 (girone A)
- Supercoppa di Lega Pro: 1

Foggia: 2017
- Coppa Italia Serie C/Lega Pro: 3

Foggia: 2015-2016
Padova: 2021-2022
Catania: 2023-2024